# Antonio Bartolomeo Bruni

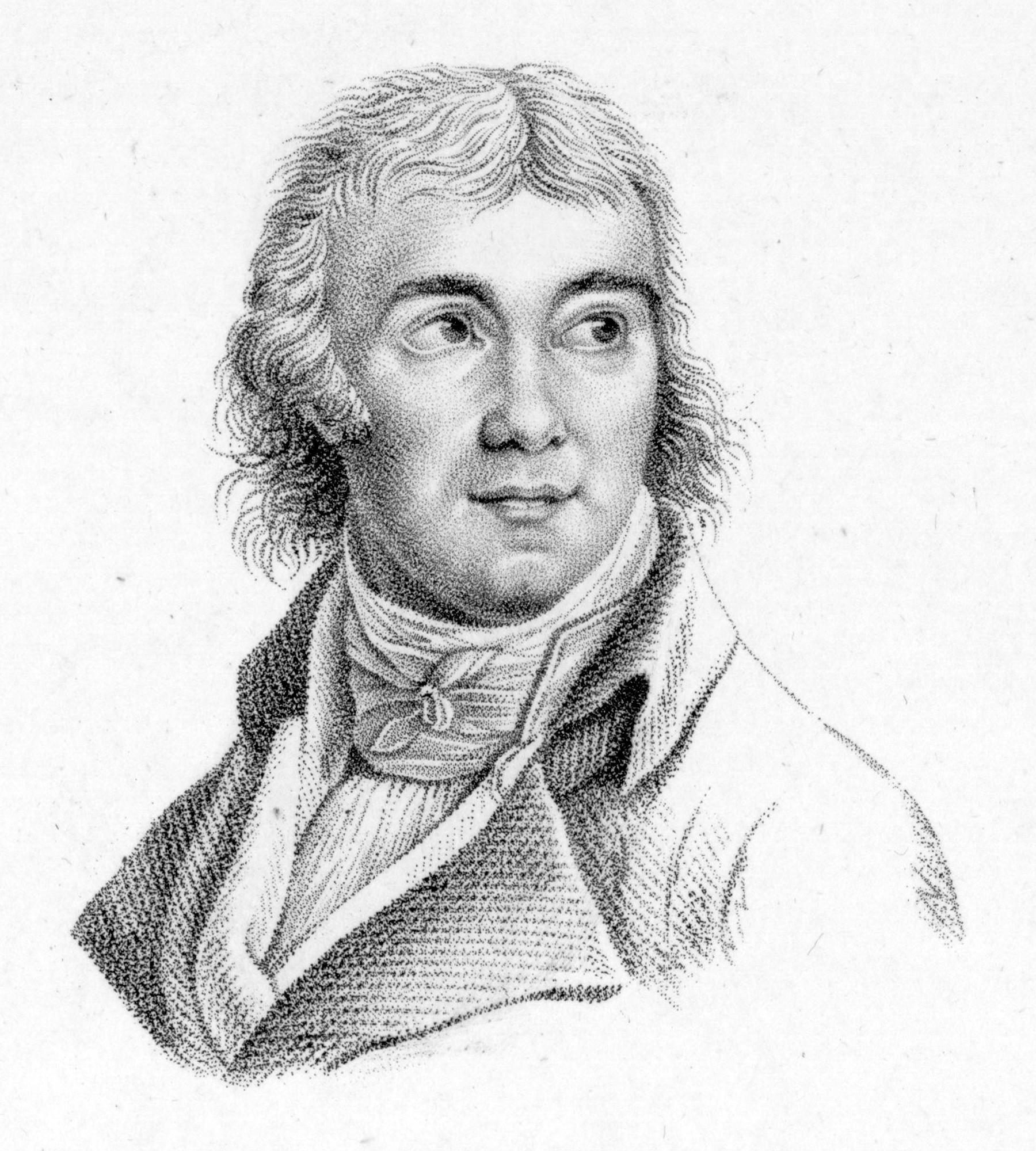
Antonio Bartolomeo Bruni

Antonio Bartolomeo Bruni (* 28. Januar 1757 in Cuneo (Piémont); † 6. August 1821 ebenda) war ein italienischer Violinist und Komponist der Klassik.

## Leben
Bruni war ein Schüler von Gaetano Pugnani, laut Fétis möglicherweise auch eines gewissen Speziani in Novara. In Paris dirigierte er im Jahr 1780 das Orchester des Concert Spirituel, als er eines seiner Violinkonzerte aufführte. Er war Mitglied des Orchesters des Théâtre-Italien, außerdem war er Mitherausgeber eines Journal de violon. Neben Giovanni Battista Viotti leitete er ab 1789 das Théatre Monsieur. In den Jahren des Terrors nach der Französischen Revolution war Bruni durch die Revolutionsgarden beauftragt, ein Inventar der enteigneten Musikinstrumente anzufertigen. Nach der Einführung des Premier Empire ernannte Kaiserin Joséphine Bruni zu ihrem Ersten Violinisten.
Bruni komponierte zwischen 1785 und 1801 mehr als zwanzig Bühnenwerke und etwa 200 der Kammermusik zuzuordnende Werke, wie Streichquartette, Trios, Duos, Violinsonaten, aber auch Revolutionsmusiken.

## Werke
- Methode für Bratsche, gefolgt von 25 Studien
- 6 Konzerttrios für 2 Violinen und Bratsche oder Cello, Op.1
- 6 Streichtrios, Op.2
- 6 Duette für Violine und Bratsche Op.4
- 6 Streichtrios, Op.4
- 6 Duette für Violine und Bratsche, Op.25
- 6 Duette, Op.34
- 6 Streichtrios, Op.34
- 6 Trios für 2 Violinen und Bratsche, Op.36
- 6 Konzertduette für 2 Bratschen,
- 6 Quartette für 2 Violinen, Bratsche und Bass
- 6 Streichquartette

### Opern
- Coradin (1785)
- Célestine (1787)
- L'isola incantata (L'Isle enchantée) (1789)
- Azelie (1790)
- Le Mort imaginaire (1790)
- Spinette et Marini ou la Leçon conjugale (1790)
- Cadichon, ou les Bohémiennes (1792)
- L'Officier de fortune ou les Deux Militaires (1792)
- Le Marquis de Tulipano (1792)
- Claudine, ou le Petit Commissionnaire (1794)
- Le Mariage de Jean-Jacques Rousseau (1794)
- Galatée (1795)
- Toberne (1795)
- Les Sabotiers (1796)
- Le Major Palmer (1797)
- La Rencontre en voyage (1798)
- L'Auteur dans son ménage (1799)
- L'Esclave (1800)
- Augustine et Banjamin, ou les Sargines de village (1800)
- La Bonne Sœur (1801)
- Le Règne de douze heures (1814)
- Le Mariage par commission, ou le Seigneur allemand (1815)

## Diskografie
- Six Sonatas for viola op.27 (Dynamic 1997 - S2005)[2]
- Six Duo Concertants for violin and viola (L'Orfeo Ensemble Di Spoleto - Mondo Musica 1999)[3]
- 6 Duo Concertants, Book 4 (Natalia Lomeiko, Yuri Zhislin - Naxos 2011)[4]
- 25 Etüden für Viola solo (Welterste Aufnahme) / Marco Misciagna, Bratsche - MM12, 2024[5]